# いないいないばあ

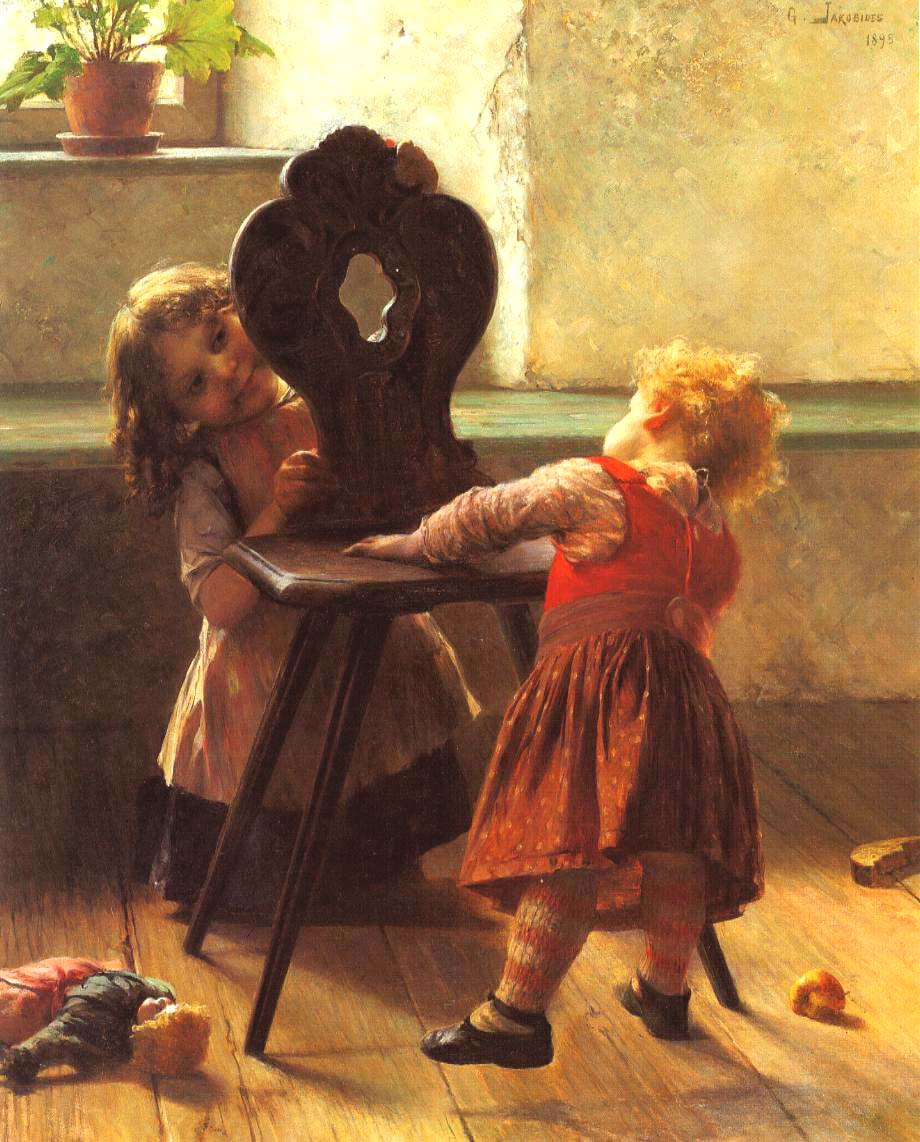
2人の子供がいないいないばあで遊んでいる。ゲオルギオス・ヤコビディス(画),1895年

いないいないばあは、赤ちゃんをあやす時に使う言葉、または動作のことである。
一般的な動作としては、赤ちゃんの前で自分の顔を両手で覆いながら「いないいない」ととなえ、「ばあ」と同時に両手を顔からどけて赤ちゃんに顔を見せる。英語圏の「いないいないばあ（Peekaboo、Peek-a-boo）」は日本とは少し違い、自分の顔を両手で覆った後「ピーカブー！」と言い、両手を顔からどける。
発達心理学の概念を用いて言えば、いないいないばあを喜ぶのは、個人差はあるものの、自我が芽生え自己と他者の分離が始まる生後6か月以降の赤ちゃんである。いないいないばあをしている相手を他者として認識し、「いないいない」という一時的な分離から再会を予期した後に、「ばあ」と予期通りに再会が叶うことに喜びや興奮を感じているものと思われる。なお、赤ちゃんにとっては、顔のみが他人の存在のすべて（幼児に人物の絵を描かせると顔だけを大きく書き、体は申し分程度の大きさしか書かないことが多い）であり、顔を隠すと本当にその人が消えたと思いこむと考えられている。
個人差はあるが、赤ちゃんは生後満1歳ごろになると、机や椅子などで出来た死角を利用し、自分から大人に対して、いないいないばあのような行動を取るようになる場合がある。大人の行動を模倣しているとも見て取れるが、自分から大人をあやすつもりで行動しているわけではなく、単に自分が動くことで、自分にとって大人が一時的に居なくなってから現れたという状況を作り出せることを発見したということであろう。